# Conseil des cinq Anciens
 (mars 2024).
Si vous disposez d'ouvrages ou d'articles de référence ou si vous connaissez des sites web de qualité traitant du thème abordé ici, merci de compléter l'article en donnant les références utiles à sa vérifiabilité et en les liant à la section « Notes et références ».

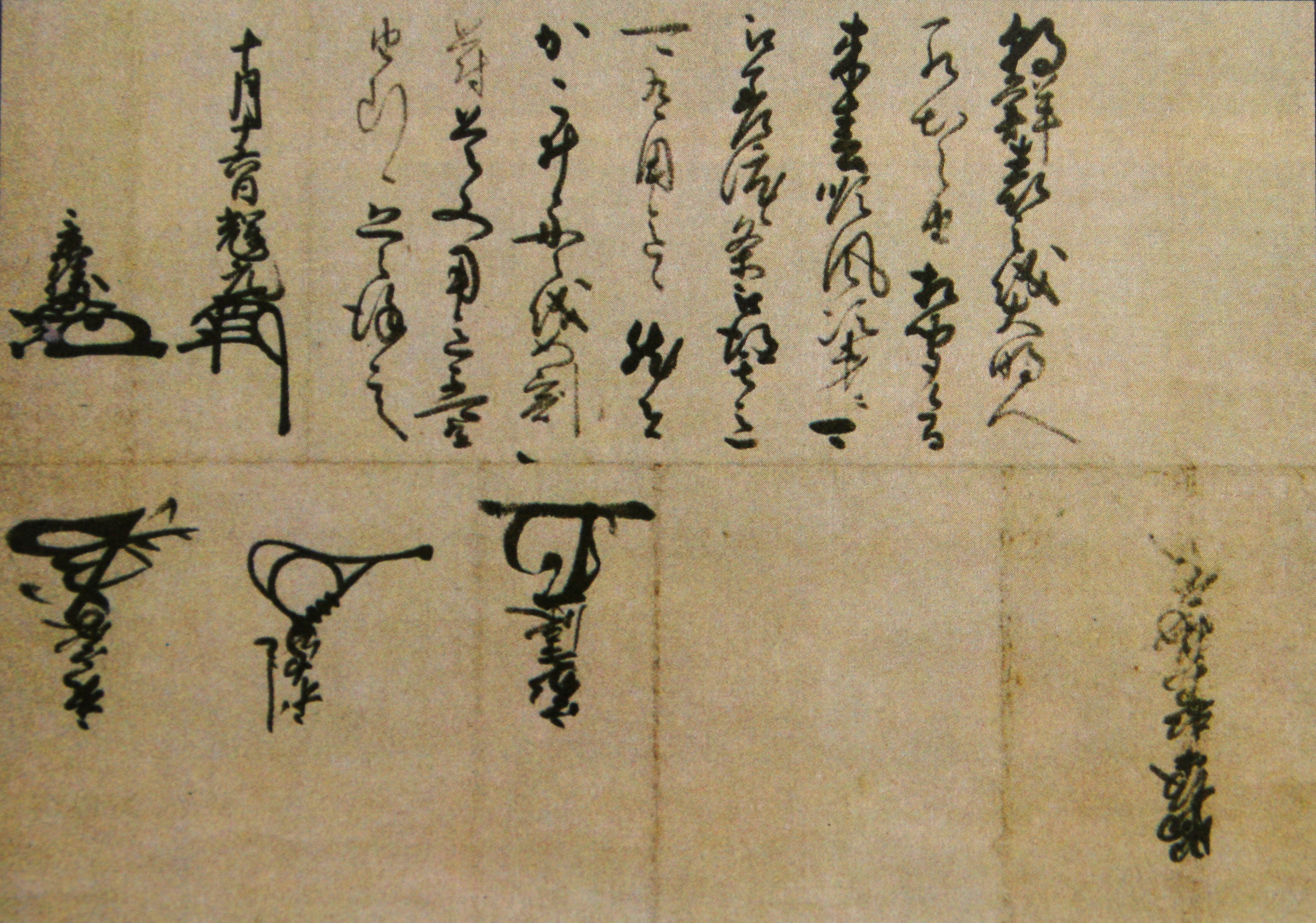
Lettre conjointe du « conseil des cinq Anciens » de Toyotomi (go-tairō). Les kaō sur la première ligne de la gauche vers la droite appartiennent à Uesugi Kagekatsu et Mōri Terumoto. Sur la deuxième ligne, ils appartiennent à Ukita Hideie, Maeda Toshiie et Tokugawa Ieyasu. Il est à noter que le kanji sur la deuxième ligne doit être considéré par le haut car le papier est plié.

Le Conseil des cinq Anciens, également connu sous le nom cinq tairō (五大老, o-tairō), est créé par Toyotomi Hideyoshi pour diriger le Japon à la place de son fils Hideyori, jusqu'à ce que celui-ci soit en âge de le faire. Hideyoshi choisit ses cinq plus puissants daimyos : Hideie Ukita, Toshiie Maeda, Kagekatsu Uesugi, Terumoto Mōri et le célèbre Tokugawa Ieyasu. Takakage Kobayakawa doit aussi faire partie des Anciens mais il meurt avant Hideyoshi lui-même.
Hideyoshi espère que les membres du Conseil s'équilibreront mutuellement, ce qui empêchera quiconque d’entre eux de s'imposer. Ce n'est cependant pas le cas : presque immédiatement après la mort de Hideyoshi en 1598, les Anciens se divisent rapidement en deux clans, celui des Tokugawa et les autres. La guerre ne se déclare pas vraiment avant le milieu de 1600. Elle cesse cette même année à la bataille de Sekigahara où Tokugawa remporte une victoire décisive. S'ensuit une paix fragile durant laquelle Hideyori est gardé au château d'Osaka, mais il est attaqué et défait par Tokugawa au siège d'Osaka et commet seppuku en 1615. Les fils de Hideyoshi sont tués et Tokugawa Ieyasu pose le fondement d'un règne de deux cent cinquante ans des Tokugawa.

## Dans la culture
Dans la culture japonaise contemporaine, on retrouve parallèlement le même type de Conseil dans One Piece nommé le "Conseil des Cinq Doyens" (五老星, go-rōsei). 
On retrouve le Conseil des cinq Anciens dans la télésérie Shogun, qui s'inspire en grande partie de cet événement historique et de son contexte pour explorer les aventures du corsaire John Blackthorne au Japon. 

## Source de la traduction
- (en) Cet article est partiellement ou en totalité issu de l’article de Wikipédia en anglais intitulé « Council of Five Elders » (voir la liste des auteurs).